# Кавожа
Кавожа (в верхнем течении — Сона) — река в России, протекает в Карелии.
Длина реки составляет 24 км, площадь водосборного бассейна 121 км². Исток — озеро Кодаярви в Суоярвском районе. Течёт на юг как Сона, вскоре пересекает границу Пряжинского района. Западнее бывшей деревни Сона принимает левый приток — ручей из озера Маккозенъярви. Далее протекает через озеро Ягъярви, в котором принимает левый приток — Янгою и меняет название на Кавожу. После озера Суонъярви впадает в Наровож с правого берега, в 1,5 км от его устья.

## Галерея

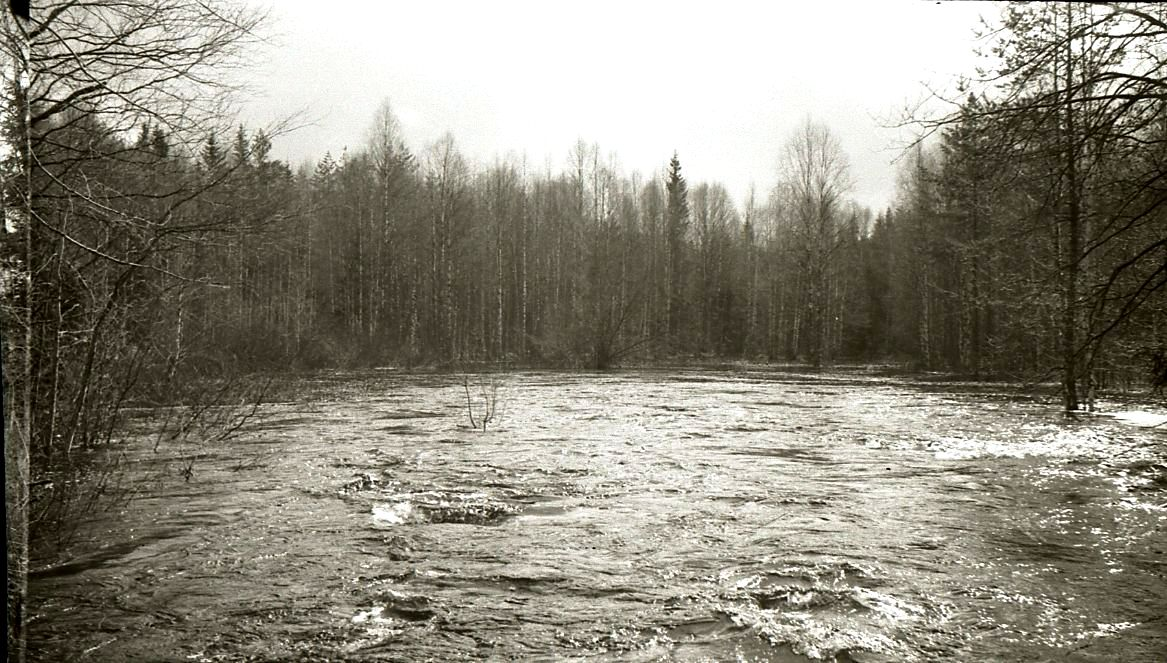
Сона в очень высокую воду, май 1994 года.
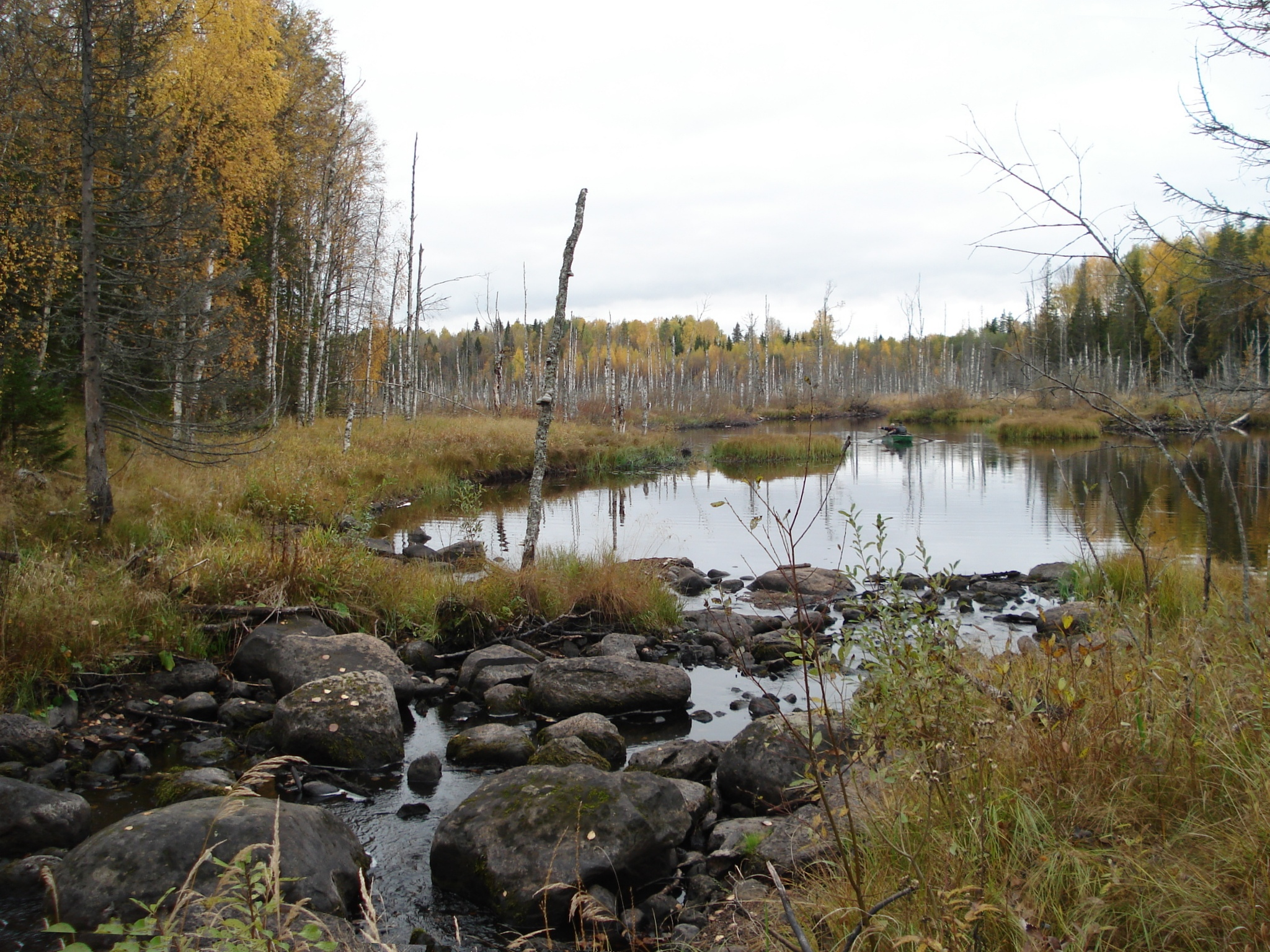
сентябрь 2006 года, малая вода.
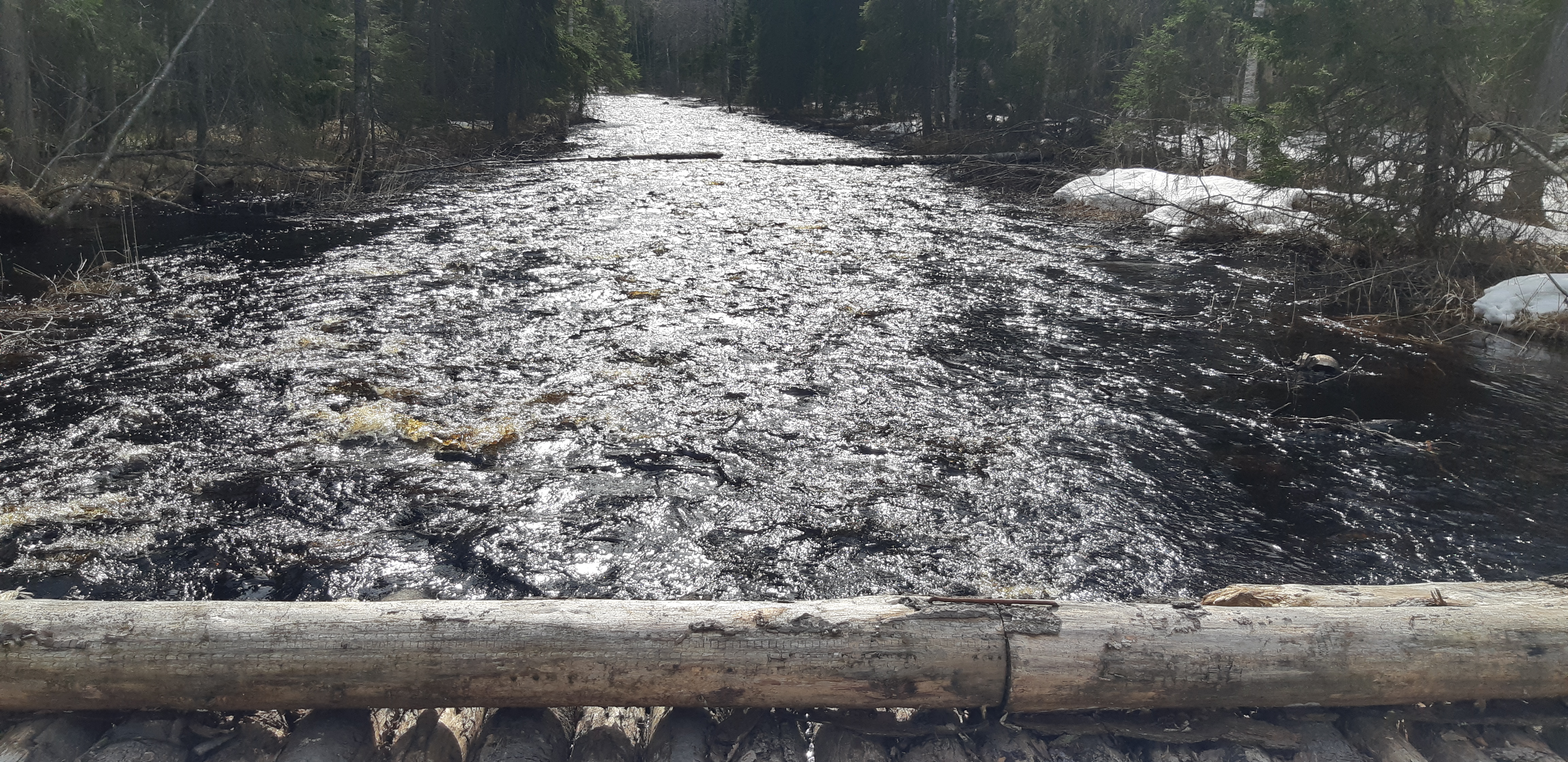
Сона, апрель 2020 года.

## Данные водного реестра
По данным государственного водного реестра России относится к Балтийскому бассейновому округу, водохозяйственный участок реки — Водные объекты бассейна оз. Ладожское без рр. Волхов, Свирь и Сясь, речной подбассейн реки — Нева и реки бассейна Ладожского озера (без подбассейна Свирь и Волхов, российская часть бассейнов). Относится к речному бассейну реки Нева (включая бассейны рек Онежского и Ладожского озера).
Код объекта в государственном водном реестре — 01040300212102000011389.